# Los Barrancos de Fajardo (Venezuela)
Pour les articles homonymes, voir Barrancos.
Los Barrancos de Fajardo est la capitale de la paroisse civile de Los Barrancos de Fajardo  de la municipalité de Sotillo dans l'État de Monagas au Venezuela.

## Géographie
Située sur la rive gauche, et septentrionale du fleuve Orénoque, la ville est composée de quatre secteurs, Rómulo Betancourt, Virgen del Valle, El Esfuerzo et Las Babas. Reliée par la route T-10 Los Pozos-Los Barrancos dont elle constitue l'aboutissement méridional, la ville est reliée par bateau à l'autre rive de l'Orénoque et la ville de Ciudad Guayana dans l'État de Bolívar voisin.